# 陈日曜
陈日曜（1920年—？），男，广东兴宁人，中国机械制造专家，曾任华中工学院教授、博士生导师。